# Joaquim Francisco Filho
Pour les articles homonymes, voir Francisco Filho et Filho.
Joaquim Francisco Filho est un footballeur brésilien,  né le 27 octobre 1940 à São Paulo. 

## Biographie
Au Brésil, il joue notamment au São Paulo Futebol Clube et au Clube Atlético Juventus. Il part ensuite au Venezuela (Club Deportivo Portugués) puis au Portugal.
Il signe au Nîmes Olympique en août 1966 en provenance du championnat de D1 portugaise. Cette saison 1966-1967 voit le club relégué en 2e division; en août 1967 il est transféré au RCFC Besançon où il reste une saison.
Il rallie ensuite l'US Boulogne, toujours en D2, où il passe 4 saisons.
Pour la saison 1972-1973, il fait une brève apparition avec le Toulouse FC.
Par la suite, il a été formateur à l'INF Vichy à partir de 1973, puis à l'INF Clairefontaine de 1988 à 2002, et enfin auprès des juniors de Manchester United.

## Liens et sources
- Fiche sur footballdatabase.eu
- Paul Coulomb, La faim des crocodiles, Nîmes, Éditions Dissonances, 1996, p. 59